# Félix Vásquez
Félix María Vásquez Espinal (nacido el 5 de abril de 1943) es un empresario, filántropo y expolítico de la República Dominicana. Fue Senador de la provincia de Sánchez Ramírez, elegido en el 2006, y de nuevo más tarde en el 2010 con el 55,14% de los votos. 
Vásquez nació en una familia pobre. De joven ganó una beca que les permitió estudiar en la universidad. Se graduó con una Maestría en Agricultura y se unió a la Fuerza Aérea Dominicana a principios de los años 1960. En 1964 se mudó a Cotuí, Sánchez Ramírez, para trabajar en la sucursal del estatal Banco Agrícola, cinco años después, inició un negocio privado. En 1995 creó la Fundación Félix Vásquez. Ha sido Secretario de Estado y Diputado. 